# Corte Superior de Justicia de Piura
La Corte Superior de Justicia de Piura es el tribunal de apelación cuya sede es la ciudad de Piura, capital del departamento homónimo y cuya competencia se extiende a todo el Distrito Judicial de Piura. Fue creada el 31 de octubre de 1874 durante el gobierno de Manuel Pardo y Lavalle. Está compuesta por un total de 7 salas superiores que conocen en segunda instancia las sentencias expedidas por los juzgados especializados del distrito judicial.

## Historia
La Corte Superior de Justicia de Piura fue creada por Ley del Congreso del 31 de octubre de 1874. Dicho órgano tenía competencia sobre los territorios de los actuales departamentos de Piura y Tumbes separándolos de la competencia de la Corte Superior de Justicia de La Libertad. Dicha corte se instaló el 26 de febrero de 1876 bajo la presidencia de Manuel Pardo y Lavalle. El primer presidente de la corte fue el doctor Ricardo Wenceslao Espinoza Medina, quien además impulsó la creación de esta corte desde su posición domo diputado por Piura.
El 26 de marzo del 2001, el Consejo Transitorio del Poder Judicial creó el Distrito Judicial de Tumbes y la Corte Superior de Justicia de Tumbes separando de la competencia del distrito piurano todo el territorio del departamento de Tumbes. Posteriormente, el 8 de junio del 2011 se creó el Distrito Judicial de Sullana y la Corte Superior de Justicia de Sullana separando de la competencia del distrito piurano el territorio de las provincias piuranas de Sullana, Talara y Ayabaca.

## Competencia territorial
Según la organización territorial inicial, las Cortes Superiores tenían competencia territorial en el departamento de su sede, el mismo que se correspondía con un determinado Distrito Judicial. Sin embargo, esta división fue modificándose paulatinamente por razones de cercanía comunicativa. En la actualidad la Corte Superior de Justicia de Piura es una excepción a esa regla al tener competencia territorial sobre sólo cinco provincias del departamento de Piura: Huancabamba, Morropón, Paita, Piura y Sechura. Las tres provincias restantes del departamento pertenecen al Distrito Judicial de Sullana.

## Composición
La Corte Superior de Justicia de Piura está conformada por 7 salas superiores (2 civiles, 2 laborales y 3 penales) todas con sede en la ciudad de Piura. Cada Sala está conformada por tres jueces superiores que, en el Perú, reciben la denominación de "vocales superiores". La reunión de todos los vocales superiores constituyen la "Sala Plena" que es el máximo órgano deliberativo de la Corte Superior.

## Presidente de la Corte Superior
De conformidad con los artículos 38 y 45 de la Ley Orgánica del Poder Judicial, los vocales eligen un Presidente de la Corte Superior. En el caso de Piura, la elección se realiza el primer jueves del mes de diciembre cada dos años mediante votación secreta de los vocales superiores titulares.
El actual Presidente de la Corte Superior es la doctora Claudia Cecilia Morán Morales de Vicenzi.